# Galina Pugachenkova
Galina Anatolyevna Pugachenkova (in uzbeco Галина Анатолевна Пугаченкова?; in russo Галина Анатольевна Пугаченкова?, Galina Anatol'evna Pugačenkova; Vernyj, 7 febbraio 1915 – Tashkent, 18 febbraio 2007) è stata un'archeologa e storica dell'arte sovietica, dal 1991 cittadina uzbeka.
Era la moglie del famoso archeologo Mikhail Masson. È stata storica dell'arte in Asia centrale. Ha ricevuto le Palmes académiques della Repubblica francese nel 1995. La sua monografia The Art of Uzbekistan (in lingua uzbeka "Искусство Узбекистана"), è un manuale sempre usato dalle diverse università dell'Asia centrale.

## Biografia
È nata durante la prima guerra mondiale nella famiglia di un architetto russo. Dopo il liceo, si è unita all'Istituto industriale dell'Asia centrale a Tashkent, nel dipartimento di architettura. Dopo aver completato gli studi nel 1937, entrò nella carica di dottoranda per la cattedra di architettura dell'Asia centrale nello stesso istituto, dove rimase fino allo scoppio della guerra nel 1941, dopo aver scritto la sua tesi. Dal 1942 al 1960, ha lavorato come dottoranda alla cattedra di archeologia della facoltà di storia della Central Asian State University. Dal 1958 al 1960, ha insegnato al Khamza Institute of Arts di Tashkent, dove ha diretto la sezione di storia dell'arte e dell'architettura dal 1960.
Prese parte attiva dagli anni '40 agli scavi nei territori degli attuali Uzbekistan, Turkmenistan ed Afghanistan. Dal 1946 al 1961, guidò le spedizioni archeologiche della settima sezione archeologica del Turkmenistan meridionale (ЮТАКЭ, la sezione archeologica del Turkmenistan meridionale fu fondata da Mikhail Masson nel 1946). Il punto di vista della storia dell'arte, monografie che descrivono i resti architettonici scoperti da se stessa e dai suoi colleghi e risalenti all'Impero partico e alla vecchia Bactriana, tra cui Khalchayan, Dalverzin-Tépé e Kampyr-Tépé. All'epoca c'erano due importanti missioni archeologiche in Uzbekistan e Turkmenistan: quella guidata da Sergej Pavlovič Tolstov a Khorezm e la sezione archeologica del Turkmenistan meridionale fondata da Masson. Nel 1948, a Nissa furono scoperti ritmi assolutamente unici che diedero vita a un intero studio, il primo di importanza per Galina Pugachenkova.
Nel 1959, difese la sua tesi di dottorato dal titolo Metodi di sviluppo dell'architettura nel Turkmenistan meridionale al tempo della schiavitù e del feudalesimo. Dal 1959 al 1984 ha diretto il Dipartimento di spedizioni di storia dell'arte (le cosiddette spedizioni archeologiche) in Uzbekistan. È diventata professoressa nel 1962. È stata eletta corrispondente dell'Accademia delle scienze dell'Uzbekistan nel 1968 e membro a pieno titolo nel 1984 (accademico). Parallelamente dal 1983, è membro del comitato editoriale della rivista sovietica. Grazie alle sue funzioni, poteva viaggiare in Europa, che è un privilegio per l'era sovietica, per partecipare a seminari e simposi internazionali. Ha fondato un museo archeologico presso l'istituto. Rimane a Tashkent dopo la caduta dell'URSS. La nuova potenza uzbeka inizialmente non include il restauro di monumenti storici e scavi archeologici nelle sue priorità. A poco a poco, Galina Pugachenkova cade nell'oblio.
Muore a Tashkent all'età di 92 anni nell'oblio dei funzionari, presso il figlio maggiore. È sepolta nel cimitero di Tashkent Dombrabad al fianco di suo marito. Era la madre di due figli ed una figlia.
Era membro corrispondente dell'Istituto archeologico tedesco, dell'Istituto italiano del Vicino e dell'Estremo Oriente, dottore onorario dell'Università di Strasburgo (1984) e di diverse società istruite. Oltre al russo, parlava fluentemente francese e inglese e sapeva usare le lingue locali.